# Marathon van Frankfurt 2012
De marathon van Frankfurt 2012 werd gelopen op zondag 28 oktober 2012. Het was de 31e editie van deze marathon. De wedstrijd werd gelopen in koude omstandigheden. De temperatuur was 's morgens 2° Celsius. 
De Keniaan Patrick Makau Musyoki kwam bij de mannen als eerste over de streep. Met een tijd van 2:06.08 bleef ruim boven het parcoursrecord, dat in 2011 gelopen was en een halve minuut voor de Ethiopiër Deressa Chimsa, die met 2:06.52 over de finish kwam.
Bij de vrouwen was het de Ethiopische Meselech Melkamu, die de dienst uitmaakte. Met 2:21.01 verbeterde zij wel het parcoursrecord, dat ook bij de vrouwen een jaar eerder was neergezet.

## Uitslagen
Mannen
| rang | naam                  | land | tijd    |
| ---- | --------------------- | ---- | ------- |
| 1    | Patrick Makau Musyoki | KEN  | 2:06.08 |
| 2    | Deressa Chimsa        | ETH  | 2:06.52 |
| 3    | Gilbert Kirwa         | KEN  | 2:07.35 |
| 4    | Peter Some            | KEN  | 2:08.29 |
| 5    | Bazu Worku            | ETH  | 2:08.35 |
| 6    | Albert Matebor        | KEN  | 2:08.53 |
| 7    | Victor Kipchirchir    | KEN  | 2:09.13 |
| 8    | Shume Legesse         | ETH  | 2:10.01 |
| 9    | Tola Bane             | ETH  | 2:10.58 |
| 10   | Isaias Beyn           | ERI  | 2:11.53 |

Vrouwen
| rang | naam              | land | tijd    |
| ---- | ----------------- | ---- | ------- |
| 1    | Meselech Melkamu  | ETH  | 2:21.01 |
| 2    | Georgina Rono     | KEN  | 2:21.39 |
| 3    | Mamitu Daska      | ETH  | 2:23.52 |
| 4    | Bezunesh Bekele   | ETH  | 2:23.58 |
| 5    | Agnes Barsosio    | KEN  | 2:24.27 |
| 6    | Zemzem Ahmed      | ETH  | 2:27.16 |
| 7    | Iwona Lewandowska | POL  | 2:28.36 |
| 8    | Lisa Hahner       | GER  | 2:31.28 |
| 9    | Tetyana Vernyhor  | UKR  | 2:33.51 |
| 10   | Catherine Bertone | ITA  | 2:34.58 |

1981 ·
1982 ·
1983 ·
1984 ·
1985 ·
1986 ·
1987 ·
1988 ·
1989 ·
1990 ·
1991 ·
1992 ·
1993 ·
1994 ·
1995 ·
1996 ·
1997 ·
1998 ·
1999 ·
2000 ·
2001 ·
2002 ·
2003 ·
2004 ·
2005 ·
2006 ·
2007 ·
2008 ·
2009 ·
2010 ·
2011 · 
2012 · 
2013 · 
2014 · 
2015 · 
2016 · 
2017